# Daniel Ingram
Daniel Ingram (Vancouver, Columbia británica, Canadá, 13 de junio de 1975) es un compositor y letrista canadiense, principalmente para la banda sonora de las series animadas. Ha escrito más de 200 canciones para televisión, los géneros van desde pop y rock clásico a gran escala con estilo de Broadway de teatro musical. Su música ha sido oída en más de 180 países. Es mayoritariamente conocido por su trabajo como el compositor de My Little Pony: La Magia de la Amistad y las películas basada en la serie; ha escrito más de 80 canciones para My Little Pony desde entonces.
Ingram ha recibido varios premios por su música. Entre 2012 y 2017,  ha sido nominado para cinco premios Daytime Emmy por la canción original excepcional en una serie infantil o animada. "Cada vez más Popular" en el episodio "La Crema y La Nata" y "Encontrar a una Mascota" en el episodio "La Mejor Mascota Gane" de My little Pony: La Magia de la Amistad estuvieron nominado en el 2012, mientras "La Magia de la Verdad (Sólo Soy Un Pony)" y "La Leyenda de Everfree" estuvieron nominado en 2016 y 2017 y "Un Chico Es" de Littlest pet shop estuvo nominada en 2013. Recibió en el 2010 un Premio Leo por la mejor banda sonora en una serie animada por Martha Habla, y el 2008 Premio Leo por mejor música en un programa de televisión de variedades por About a Girl.
El 18 de octubre de 2012, Hub Network (ahora conocido como Discovery Family) oficialmente anunció que Ingram tendrá deberes dobles como compositor para la tercera temporada de My Little Pony: La Magia de la Amistad y la serie nueva Littlest Pet Shop. En 2013,  recibió un Premio Leo por mejor partitura musical en una animación junto con Steffan Andrews por su trabajo en My Little Pony: La Magia de la Amistad en el capítulo "Cura Mágica y Misteriosa". También ha sido presentado en Rolling Stone por su trabajo en My Little Pony: La Magia de la Amistad. Ingram Describió a Alan Menken y Randy Newman como una inspiración en su trabajo.

## Filmografía

### Producción de web
- #TweetIt: Featuring My Little Pony Staff and Bronies - como él mismo.
- Rainbow Rocks: Música para Mis Oídos - animación corta (compositor)
- Rainbow Rocks: A Bailar - vídeo musical / animación corta (compositor)
- Rainbow Rocks: Un Día Perfecto para la Diversión - video musical / animación corta (compositor)
- Rainbow Rocks: La Amistad Va a Durarnos por Siempre - video musical / animación corta (compositor)
- Rainbow Rocks: la vida es una Pasarela - video musical / animación corta (compositor)
- Rainbow Rocks: Mi Pasado No es Hoy - video musical / animación corta (compositor)

### Televisión
- Martha Habla, temporada 1 - 4 (compositor)
- Pound Puppies, temporada 1 y 2 (compositor)
- Las Aventuras de Chuck y sus amigos, Temporada 1 y 2 (compositor)
- My Little Pony: La Magia de la Amistad, temporada 1 - 9 (compositor)
- Littlest Pet Shop, (compositor)
- On Screen!, Temporada 1 - 3 (compositor)
- The Math Show (compositor)
- Leroy Dorsalfin (compositor)
- About a Girl, temporada 1 (compositor)
- Ricky Sprocket, temporada 1 (música adicional)
- Empty Arms (compositor)
- The Older I Get the Wiser I Get (compositor)
- A Daughter's Conviction (música adicional)
- Imaginary Playmate (música adicional)
- Last Chance Café (música adicional)
- Pucca, Temporada 1 (música adicional)
- EARTH = home (música Adicional)
- Children of Tsunami: No More Tears (compositor)
- Return of the Tall Ships (compositor)
- Nobody TV movie (música adicional)
- Somos las Lalaloopsy (compositor)
- Dr. Pantástico (compositor)

### Películas
- My Little Pony: La Película (compositor)
- My Little Pony: Equestria Girls (compositor)
- My Little Pony: Equestria Girls - Rainbow Rocks (compositor)
- My Little Pony: Equestria Girls - Los Juegos de la Amistad (compositor)
- My Little Pony: Equestria Girls - La Leyenda de Everfree (compositor)
- Notas de Amor (compositor)
- To Be Fat Like Me TV movie (música adicional)
- Kung Fu Magoo (compositor)

## Voces en la que actuó
- My Little Pony: La Magia de la Amistad - Pony turista 2 (episodio: "Rarity Toma Ponyhattan") (Cameo sin acreditar)[6]

## Supervisión de música y edición
- The Week the Women Went, temporada 2
- Combat School, temporada 1
- Ricky Sprocket, temporada 1
- Crash Test Mommy, temporada 2 - 4
- Pucca, temporada 1
- Los Súper acróbatas, temporada 1
- The Stagers, temporada 1 - 2
- Second Sight, película de TV

## Premios y nominaciones
- 2008 Premio Leo por mejor música en un programa de televisión de variedades ("About A Job" - About a Girl, ganador)[7]
- 2009 Premio Leo por la mejor banda sonora en una serie animada ("Martha Sings, TD Makes the Band" - Martha Habla, nominada)[8]
- 2010 Premio Leo por la mejor banda sonora en una serie animada ("The Opera Contest; Maestro Martha" - Martha Habla, ganador)[9]
- 2012 Premio Daytime Emmy por la canción original excepcional en una serie infantil o animada ("Encontrar una Mascota" - My Little Pony: La Magia de la Amistad, nominada)[10][1]
- 2012 Premio Daytime Emmy por la canción original excepcional en una serie infantil o animada ("Cada Vez Más Popular" - My Little Pony: La Magia de la Amistad, nominada)[10][1]
- 2013 Premio Leo por mejor partitura musical en una animación ("Cura Mágica y Misteriosa" - My Little Pony: La Magia de la Amistad, ganador)[11]
- 2013 Premio Daytime Emmy por la Canción original excepcional en una serie infantil o animada ("Un Chico Es" - Littlest Pet Shop, nominada)[12]
- 2014 Premio Leo por mejor partitura musical en una animación ("El Orgullo de Pinkie" - My Little Pony: La Magia de la Amistad, nominada)[13]
- 2014 Premio Leo por mejor partitura musical en una animación ("Lights, Camera, Mongoose!" - Littlest Pet Shop, ganador)[13]
- 2015 Premio Leo por mejor partitura musical en una animación ("Fish Out Of Water" - Littlest Pet Shop, nominado)[14]
- 2016 Premio Daytime Emmy  por canción original en una serie no dramática ("La Magia de la Verdad (Sólo Soy Un Pony)" - My Little Pony: La Magia de la Amistad, nominada)
- 2016 Premio Leo por mejor partitura musical en un programa o serie de animación ("El cumpleaños de Nina" - Nina's World con Caleb Chan, nominada)[15]
- 2016 Premio Leo por Mejor partitura musical en un programa o serie de animación ("Crusaders de la Mark Perdida" - My Little Pony: La Magia de la Amistad, ganador)[15]
- 2017 Premio Daytime Emmy por canción original en una serie no dramática ("La Leyenda de Everfree" - My Little Pony: Equestria Girls - La Leyenda de Everfree, pendiente)
- 2017 Premio Leo por mejor partitura musical en una animación ("Cuento del Día de la Fogata" - My Little Pony: La Magia de la Amistad, pendiente)[16]
- 2017 Premio Leo por la mejor banda sonora en una serie animada ("28 Pranks Later" - My Little Pony: La Magia de la Amistad, pendiente)[16]